# Backpacker (datorspel)
Backpacker är ett svenskt äventyrsspel utgivet av Tati Mixedia hösten 1995.
Spelet går ut på att man skall åka jorden runt (Göteborg–Göteborg) och besöka valfria länder och städer efter vägen. För att klara sig måste man söka olika jobb, vilket vanligtvis inbegriper att besvara olika frågor rörande ett visst ämne, och klarar man visst antal frågor så klarar man jobbet och får pengar. Det förekommer även minispel.
Skulle man få slut på pengar kan man gå till en telefonkiosk och ringa hem. Då kan personen man pratar med antingen säga "för den här gången då!" och då får man lite pengar att leva på, eller så säger han "glöm det!" och då får man åka hem, då har man förlorat. Spelet har fått två uppföljare.
Spelet är skapat med Macromedia Director och funkar både till PC och Mac, man kan även köra CD-skivan i båda datortyperna.
Grafiken består till stora del av stillbilder och olika knappar/ikoner man kan klicka på, även enklare animationer förekommer. Grafiken är på 256 färger.